# Anthocharis euphenoides
Provence Orange Tip (Anthocharis euphenoides), là một loài bướm ngày thuộc họ Pieridae, phân bố tương tự như Morocco Orange Tip nhưng có khuynh hướng ở phía bắc nhiều hơn. Sâu của nó ăn Biscutella.

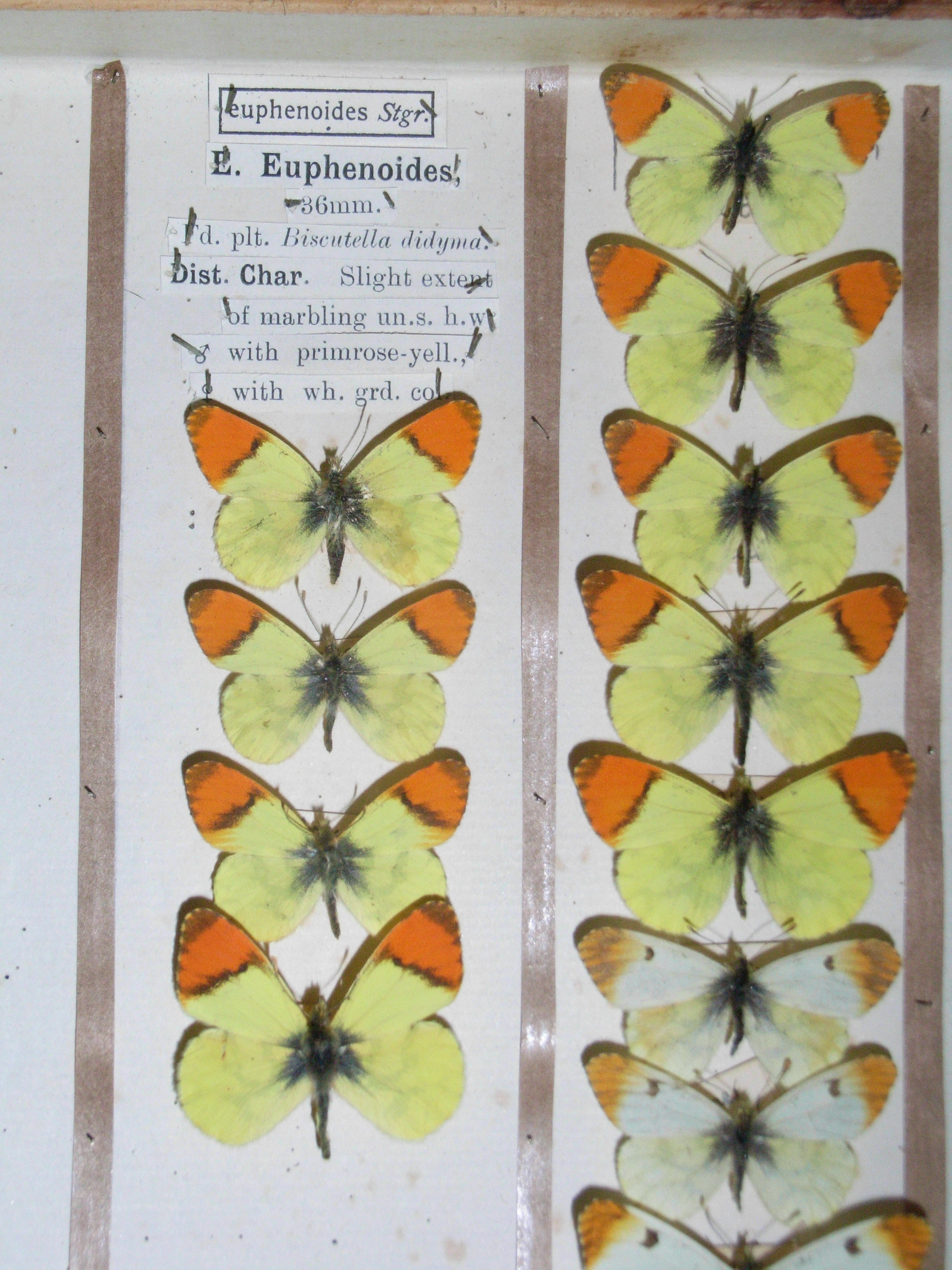
Museum specimens of Provence Orange Tip